# Anières
Anières (toponimo francese) è un comune svizzero di 2 456 abitanti del Canton Ginevra.

## Geografia fisica
Anières si affaccia sul Lago di Ginevra.

## Storia
Il comune di Anières fu istituito nel 1858 per scorporo da quello di Corsier.

## Monumenti e luoghi d'interesse

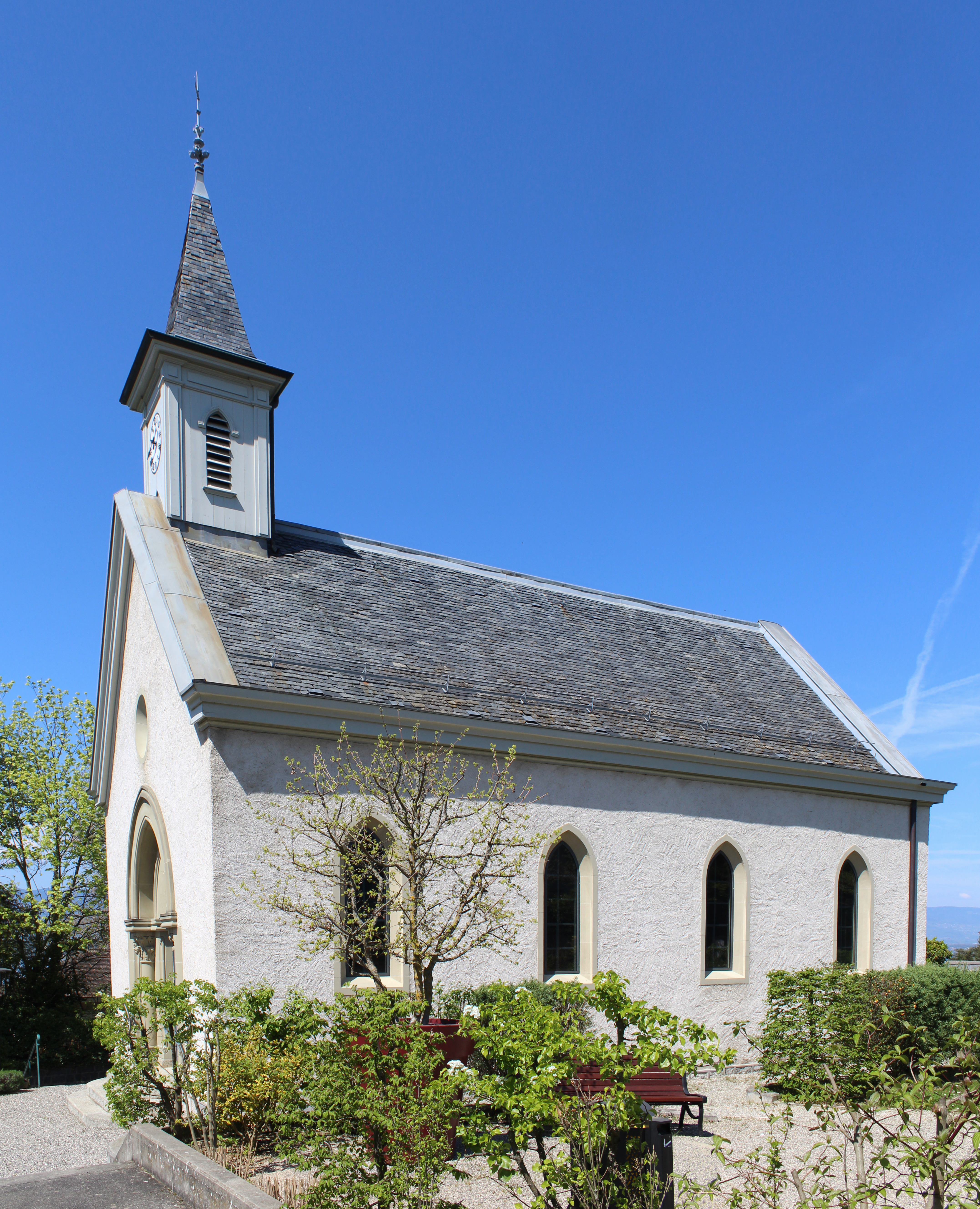
La cappella riformata

- Cappella riformata, eretta nel 1890[1].

## Società

### Evoluzione demografica
L'evoluzione demografica è riportata nella seguente tabella:
Abitanti censiti

## Amministrazione
Ogni famiglia originaria del luogo fa parte del comune patriziale che ha la responsabilità della manutenzione di ogni bene comune.